# Honoré-Joseph-Octave Le Peletier d'Aunay
Pour les autres membres de la famille, voir Famille Le Peletier.
Honoré Joseph Octave Le Peletier, comte d'Aunay (27 juin 1816 à Paris - 6 septembre 1899 au château de Marcilly) est un homme politique français du XIXe siècle.

## Biographie
Fils du comte Louis-Étienne-Hector Le Peletier d'Aunay, il fut nommé, en 1840, auditeur de seconde classe au conseil d'État. Promu à la première classe deux ans plus tard, il devint maître des requêtes, et fut destitué à la Révolution française de 1848. 
Il entra dans la vie parlementaire le 29 février 1852, comme député au Corps législatif, élu, dans la 2e circonscription de la Nièvre, où il possédait des propriétés, par 29 212 voix (29 891 votants, 42 274 inscrits), contre 456 à E. Dupin. Le gouvernement avait soutenu sa candidature. Le Peletier d'Aunay s'associa à l'établissement du régime impérial, et vota pendant toute la durée du règne avec la majorité dynastique. Il obtint successivement sa réélection, toujours comme candidat officiel, en 1857, 1863 et 1869.
Il se montra le constant défenseur des idées autoritaires et vota, en 1870, pour la déclaration de guerre à la Prusse. La révolution du 4 septembre l'avait éloigné de la scène politique. Il y reparut le 20 février 1876, ayant été élu, sur un programme impérialiste, député de l'arrondissement de Clamecy. Il siégea sur les bancs de l'Appel au peuple et soutint, contre les 363, le gouvernement du Seize-mai, dont il fut, le 14 octobre 1877, le candidat officiel dans la même circonscription. Réélu, il reprit sa place dans le groupe bonapartiste, qu'il présida, et opina régulièrement avec la minorité : contre les invalidations des députés de la droite, contre le ministère Dufaure, contre l'amnistie, et, en toute occasion, contre les ministères républicains. Le renouvellement du 21 août 1881 ne lui fut pas favorable : il échoua avec 8 040 voix, contre 8,916 à M. Hérisson.
Son fils, Charles Le Peletier d'Aunay est sénateur de la Nièvre de 1898 à 1918.

## Sources
- « Honoré-Joseph-Octave Le Peletier d'Aunay », dans Adolphe Robert et Gaston Cougny, Dictionnaire des parlementaires français, Edgar Bourloton, 1889-1891 [détail de l’édition]